# تومي هارت (مغني)
تومي هارت (بالألمانية: Tommy Heart)‏ هو مغني ألماني، ولد في 5 أبريل 1968 في برلين في ألمانيا.

## وصلات خارجية
- تومي هارت على موقع ميوزك برينز (الإنجليزية)